# Pieter Brueghel III
Pieter Brueghel III (Anversa, 1589 – 1639) è stato un pittore fiammingo.

## Biografia
Battezzato il 6 luglio, è figlio di Pieter Brueghel il Giovane e Elisabeth
Goddelet, nipote di Pieter Bruegel il Vecchio. Di lui non conosciamo opere documentate, sappiamo però che lavorò in collaborazione con il padre e alla sua morte prese possesso della bottega familiare.